# Chikungunya

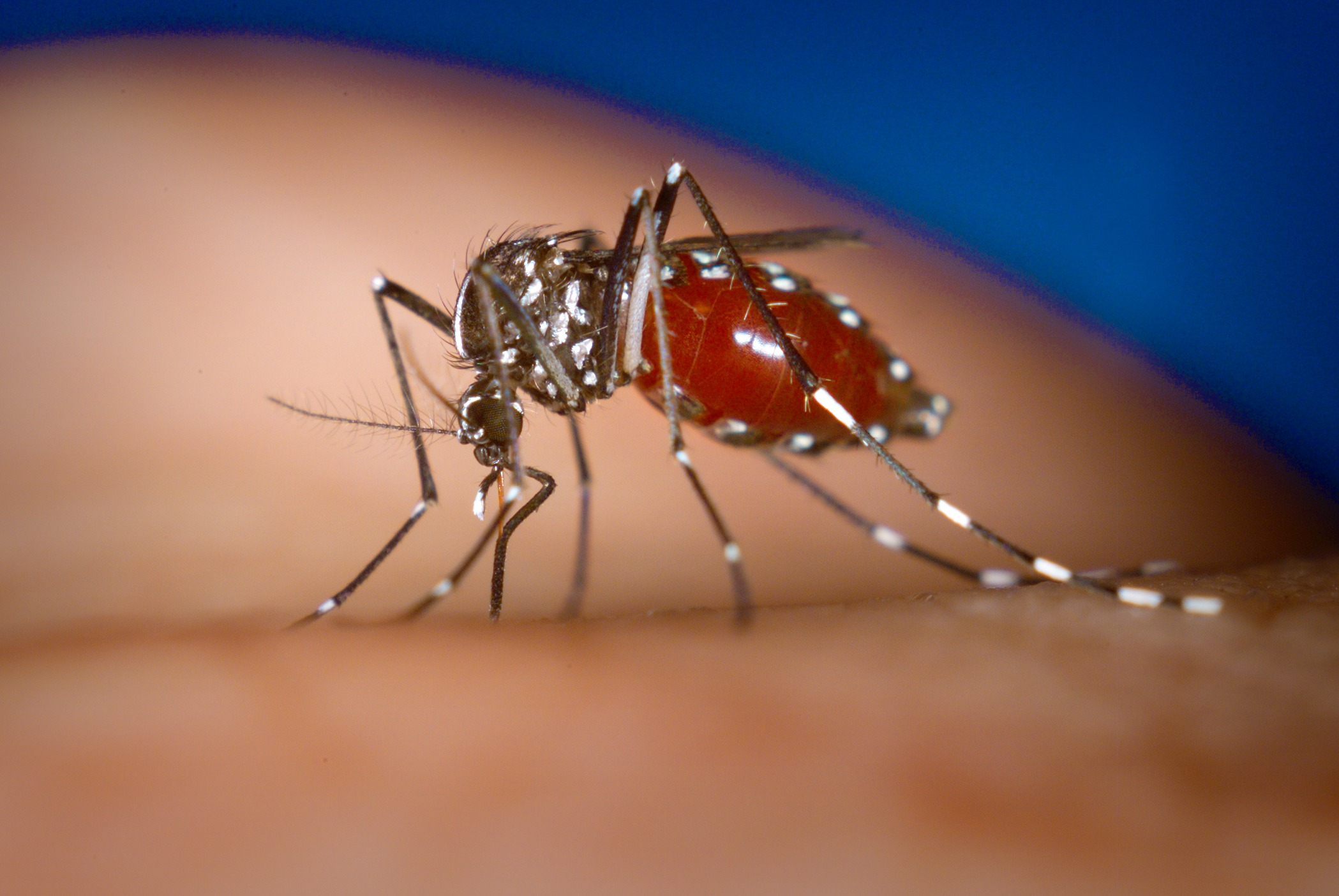
Aedes albopictus, unul din vectorii virusului

Chikungunya este un arbovirus transmis de țânțari din genul Aedes.